# Tro de Festa
El Tro de Festa és la distinció que atorga l'Ajuntament de Reus a proposta de la Comissió de Protocol per reconèixer la tasca de persones i entitats que treballen per la dinamització de la Festa Major de Sant Pere a Reus. Sovint ho han fet de manera discreta, i el guardonat o guardonada de l'any no sap, o gairebé no sap, que ha obtingut el Tro. Normalment no se'ls avisa, ja que acostumen a seguir sempre els actes de la Festa Major.

## Guardonats[2]
- 1995, Peter Rius May
- 1996, Jordi Guarque Sugrañes
- 1997, Joan Francesch Bofarull
- 1998, Joan-Baptista Bové Veciana i Francesc Salas Borrell
- 1999, Josep Bargalló Badia
- 2000, Montserrat Huguet Llauradó
- 2001, Xavier Orriols Sendra
- 2002, Francesc Xavier Colom Soronellas i Lluís Padrell Caixés
- 2003, Encarnación López Segura
- 2004, Manel Roig Mestrich
- 2005, Ramon Ferran
- 2006, Daniel Carbonell Sugranyes
- 2007, Josep Maria Casas Rué
- 2008, Padre Alqueza
- 2009, Agustí Curto
- 2010, Salvador Palomar Abadia
- 2011, Antoni Veciana Ribes
- 2012, Josep M. Vallès José
- 2013, Jaume Amenós Masdéu
- 2014, Manel Llauradó Fortuny
- 2015, Ezequiel Gort Juanpere
- 2016, Albert Galcerà Oliver
- 2017, Pere Bonet Anguera
- 2018, Josep Baiges Gispert
- 2019, Carme Latorre Vallès
- 2020, Joan Ciurana Moya
- 2021, Helena Sardà Basora
- 2022, Jaume Ciurana Mir
- 2023, Quim Vilafranca Pijoan
- 2024, Carles Busquets Boladeras 'Niepce'.
- 2025, Màrius Nogués Llunas